# Hiro Matsushita
Hiro Matsushita (ヒロ松下?, Hiro Matsushita; Nishinomiya, 14 marzo 1961) è un imprenditore e pilota automobilistico giapponese amministratore delegato di Swift Engineering, Swift Xi.
Hiro Matsushita è un ex pilota delle serie Champ Car e Formula Atlantic che ha vinto il Toyota Atlantic Championship (Pacific) nel 1989 come primo e unico pilota giapponese. È anche il primo pilota giapponese a gareggiare nella 500 Miglia di Indianapolis (500 Miglia Indy). È il nipote di Kōnosuke Matsushita, fondatore di Panasonic e figlio di Masaharu Matsushita, che è stato il secondo presidente di Panasonic per sedici anni a partire dal 1961. La sua Su Questa relazione gli ha permesso di ricevere un sostegno finanziario da Panasonic per tutta la sua carriera agonistica. Nella sua carriera ha anche corso nel 1999 alla 24 Ore di Le Mans.

## Carriera da corsa
Matsushita ha iniziato la sua carriera motociclistica nel suo paese d'origine tra il 1977 e il 1979, prima di passare alle quattro ruote. Sostenuto da Panasonic, si è poi trasferito negli Stati Uniti e ha partecipato alla sua prima gara Formula Ford nel 1986. È arrivato secondo alla 24 ore di Daytona e terzo alla 12 ore di Sebring in 1988. Matsushita si è fatto un nome vincendo il Toyota Atlantic (divisione Pacific) con il margine di punteggio più alto di tutti i tempi.

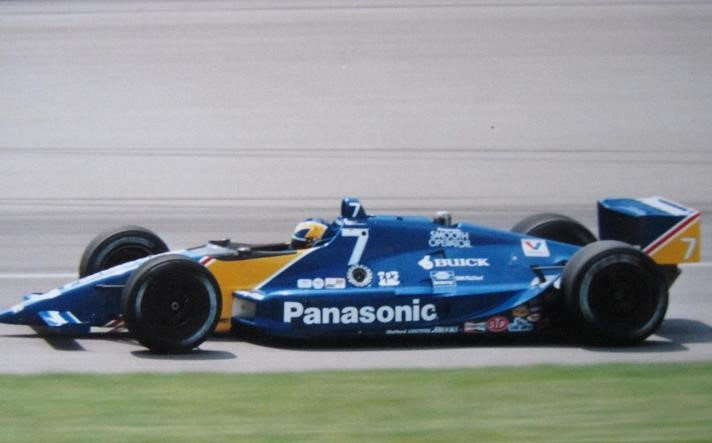
Hiro Matsushita en 1991

Si è laureato alla Champ Car nel 1990, segnando un punto nella sua stagione di debutto. Inspiegabilmente, non ha mai mostrato il ritmo che ha portato a quattro vittorie atlantiche; invece, si è rapidamente guadagnato la reputazione di essere in fondo alla griglia, sempre superato dai suoi compagni di squadra. Tuttavia, è diventato il primo pilota giapponese a competere nella 500 Miglia di Indianapolis. nel 1991, seguito da quel risultato con un piazzamento tra i primi dieci al Milwaukee. Matsushita ha mancato la 1992 Indy 500 dopo aver subito una gamba rotta durante un incidente di prova. È stato fuori dai giochi per diverse settimane e ha perso anche i successivi sei eventi.

## Il soprannome "Re Hiro"
Matsushita divenne famoso in tutto il mondo per aver ostacolato il brasiliano Emerson Fittipaldi in una gara Indy (Laguna Seca, 1993). Contestando la leadership, il due volte campione della 500 Miglia di Indianapolis si è imbattuto nel giapponese, che stava arrivando molto lentamente in testa. Senza pensarci due volte, il brasiliano si tuffa per sorpassare, ma Matsushita, senza motivo apparente, chiude il Penske di Emerson, schiacciandolo contro il muro. Emerson ha mancato di poco la riproduzione e ha detto furiosamente all'ingegnere alla radio:  F ... Hiro! F ... Hiro! Dannazione! F ... Hiro! 
ESPN, che ha coperto il test, è stato costretto a modificare l'audio in modo che l'errore non si ripetesse. L'audio è cambiato in " ... King Hiro! ... King Hiro! Dannazione! ... King Hiro! ". Fu in questo modo insolito che Matsushita si guadagnò il soprannome di "Re Hiro".

## Vita privata
Nel 1991, Hiro ha acquistato Swift Engineering, una società di ingegneria di veicoli spaziali con sede in California. Hiro risiedeva a San Clemente (California).